# Assassino em sequência
Assassino em sequência (correspondente à terminologia em inglês spree killer) é alguém que comete assassinato contra duas ou mais vítimas num curto período de tempo e em locais diferentes.
O U.S. Bureau of Justice Statistics, órgão do Departamento de Justiça dos Estados Unidos responsável por estatísticas criminais, define o ato de um spree killer como "assassinatos em dois ou mais locais com quase nenhuma pausa entre os crimes". De acordo com o FBI, a definição se aplica a dois ou mais assassinatos cometidos por um criminoso ou criminosos, sem intervalo significativo entre as agressões. Essa é a diferença entre o spree killer e o serial killer.
Esta categorização no entanto nunca teve real valor para forças da lei devido a problemas relacionados ao conceito de "período significativo de tempo".
Spree killers são geralmente considerados assassinos em massa.

## Exemplos despree killers
- Billy Cook
- Genildo Ferreira de França — Chacina do Santo Antônio do Potengi
- Charles Whitman — Massacre da Universidade de Texas
- Cho Seung-hui — Massacre de Virginia Tech
- John Allen Muhammad — Ataques a tiros em Beltway
- Lee Boyd Malvo — Ataques a tiros em Beltway
- Tim Kretschmer — Massacre de Winnenden
- Wellington Menezes de Oliveira - Massacre de Realengo
- William Unek